# Hopman Cup 1997
La Hopman Cup 1997 è stata la 9ª edizione della Hopman Cup,torneo di tennis riservato a squadre miste. 
Vi hanno partecipato 8 squadre di tutti i continenti e si è disputata al Burswood Entertainment Complex di Perth in Australia,
dal 29 dicembre 1996 al 4 gennaio 1997. La vittoria è andata alla coppia statunitense formata da Chanda Rubin e Justin Gimelstob,
che hanno battuto in finale la coppia sudafricana formata da Amanda Coetzer e Wayne Ferreira.

## Finale
| Stati Uniti 2 | Burswood Entertainment Complex, Perth 29 dicembre 1996 - 4 gennaio 1997 Cemento indoor | Burswood Entertainment Complex, Perth 29 dicembre 1996 - 4 gennaio 1997 Cemento indoor | Sudafrica 1 |     |     |  |
| \| \| \| \| 1 \| 2 \| 3 \| \| \| - \| \| --------------------------------------------------------------- \| --- \| --- \| --- \| \| \| 1 \| \| Chanda Rubin Amanda Coetzer \| 7 5 \| 6 2 \| \| \| \| 2 \| \| Justin Gimelstob Wayne Ferreira \| 4 6 \| 6 7 \| \| \| \| 3 \| \| Justin Gimelstob / Chanda Rubin Wayne Ferreira / Amanda Coetzer \| 3 6 \| 6 2 \| 7 5 \| \| |                                                                                        |                                                                                        |             |     |     |  |
| |                                                                                        |                                                                                        | 1           | 2   | 3   |  |
| 1 | Stati Uniti (bandiera) · Sudafrica (bandiera)                                          | Chanda Rubin Amanda Coetzer                                                            | 7 5         | 6 2 |     |  |
| 2 | Stati Uniti (bandiera) · Sudafrica (bandiera)                                          | Justin Gimelstob Wayne Ferreira                                                        | 4 6         | 6 7 |     |  |
| 3 | Stati Uniti (bandiera) · Sudafrica (bandiera)                                          | Justin Gimelstob / Chanda Rubin Wayne Ferreira / Amanda Coetzer                        | 3 6         | 6 2 | 7 5 |  |

## Campioni
| Vincitori della Hopman Cup 1997 |
| ------------------------------- |
| Stati Uniti (1º titolo)         |